# Orange County: The Soundtrack
Orange County: The Soundtrack är ett soundtrackalbum med musik från den amerikanska filmen Orange County. Det gavs ut i december 2001.

## Låtlista
1. "Defy You" (The Offspring) - 3:48
2. "Story of My Life" (Social Distortion) - 4:51
3. "The One" (Foo Fighters) - 2:44
4. "Shadow Stabbing" (Cake) - 3:07
5. "Butterfly" (Crazy Town) - 3:37
6. "1st Time" (Bad Ronald) - 3:29
7. "Lay Down Burden" (Brian Wilson) - 3:45
8. "Everything's Cool" (Lit) - 3:10
9. "Glad That It's Over" (12 Rods) - 4:35
10. "Stick 'Em Up" (Quarashi) - 3:24
11. "Lose You" (Pete Yorn) - 4:36
12. "Under the Track" (Creeper Lagoon) - 4:17
13. "Love and Mercy" (Brian Wilson) - 3:14
14. "Hello" (Sugarbomb) - 3:28
15. "California" (Phantom Planet) - 3:13